# Scott Pye

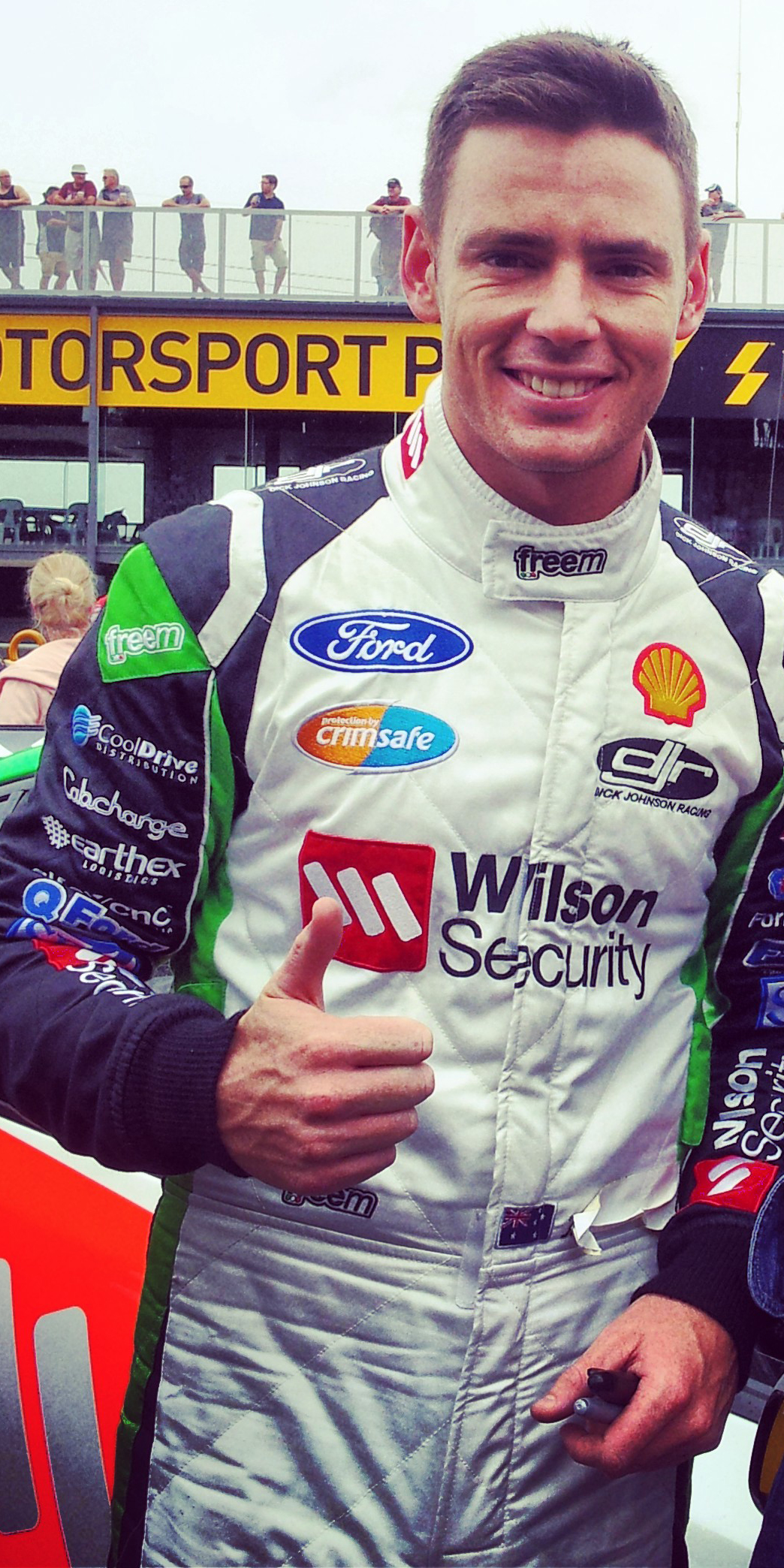
Scott Pye 2014

Scott Robert Pye (* 8. Januar 1990 in Adelaide) ist ein australischer Automobilrennfahrer.

## Karriere
Wie die meisten Motorsportler begann Pye seine Karriere im Kartsport. 2007 wechselte er in den Formelsport und wurde mit einem Sieg Achter in der New South Wales Formel Ford. 2008 wechselte er in die australische Formel Ford. Er beendete vier Rennen auf dem Podium und schloss die Saison auf dem siebten Gesamtrang ab. 2009 trat Pye zunächst in der Toyota Racing Series, der höchsten Monoposto-Serie in Neuseeland, an. Er gewann ein Rennen und belegte am Saisonende den vierten Gesamtrang. Anschließend kehrte Pye in die australische Formel Ford zurück. Er gewann zwei Rennen und wurde Dritter in der Meisterschaft.
2010 wechselte Pye nach Europa zu Jamun Racing in die britische Formel Ford. Er entschied 12 von 25 Rennen für sich und gewann den Meistertitel vor Scott Malvern. Außerdem nahm er an zwei Rennen der Benelux Formel Ford teil, von denen er eins gewann. 2011 trat Pye zunächst für ETEC Motorsport an den ersten vier von fünf Rennwochenende der Toyota Racing Series an. Pye gewann ein Rennen und beendete die Saison auf dem vierten Gesamtrang. Anschließend kehrte er nach Europa zurück und ging für Double R Racing in der britischen Formel-3-Meisterschaft an den Start. Er gewann ein Rennen und lag zum Saisonende auf dem zehnten Platz der Fahrerwertung. Er war der beste Pilot des Teams.

## Statistik

### Karrierestationen
| - 2007: New South Wales Formel Ford (Platz 8) - 2008: Australische Formel Ford (Platz 7) - 2009: Toyota Racing Series (Platz 4) | - 2009: Australische Formel Ford (Platz 3) - 2010: Britische Formel Ford (Meister) - 2010: Benelux Formel Ford (Platz 13) | - 2011: Toyota Racing Series (Platz 4) - 2011: Britische Formel 3 (Platz 10) |